# Berni Rodríguez
Bernardo "Berni" Rodríguez Arias (Málaga, 7 de junio de 1980) es un exbaloncestista español que disputó 17 temporadas como profesional. Con una estatura de 1,97 metros se desempeñaba habitualmente en la posición de escolta.

## Trayectoria

### Unicaja de Málaga
Formado en la cantera del Unicaja de Málaga, dio el salto definitivo al primer equipo en la temporada 1999-00. Vivió la mejor época en cuanto a títulos del equipo malagueño, con el que consiguió una Copa Korać (2000-01), una Copa del Rey de Baloncesto-Copa del Rey (2004-05) y una liga ACB (2005-06), además del subcampeonato de la ACB en la temporada 2001-02 y la disputa de la Final Four (2006-07).
A finales de junio de 2012, se confirmó su salida del conjunto andaluz, tras 24 años perteneciendo a su disciplina en las distintas categorías, 13 de ellos como miembro de la primera plantilla.

### UCAM Murcia
Tras trece años, salió por primera vez del club donde arrancó su trayectoria deportiva para recalar en Murcia, donde sé convirtió en un jugador fundamental para el UCAM Murcia gracias a su experiencia.

### CB Sevilla
En 2014 fichó por el CB Sevilla.
Sus estadísticas individuales durante la temporada 2015-2016 fueron de 6,2 puntos, 3,4 asistencias para 6,9 de valoración en 24 minutos de juego por partido.
El 21 de mayo de 2017 fue retirada su camiseta de su etapa con el Unicaja de Málaga.

### Selección española
Fue uno de los juniors de oro que consiguieron ganar el Campeonato Mundial de Baloncesto junior de 1999, celebrado en Lisboa (Portugal). Debutó con la selección absoluta el 21 de noviembre de 2001 en Arganda del Rey y frente a Rumanía (España 90 - Rumanía 52), en un partido correspondiente al Preeuropeo de Suecia 2003 y en el que anotó cuatro puntos. 
Con la selección, Rodríguez conquistó la medalla de oro en el Campeonato del Mundo de Japón 2006, así como con las medallas de plata en el Eurobasket 2007 de España y en los Juegos Olímpicos de Pekín 2008. Además estuvo en la convocatoria de 24 jugadores que el seleccionador Sergio Scariolo dio previa a la disputa del Campeonato del Mundo 2010, aunque finalmente no estuvo entre los seleccionados que acudieron a la cita.
Berni Rodríguez ha sido un total de 56 veces internacional con la selección absoluta.

## Logros y reconocimientos

### Selección nacional
Cat. inferiores
- Campeón en el Torneo Albert Schweitzer, Mannheim, (Alemania), 1998.
- Campeón en el Europeo Sub-18 de Varna 1998.
- Campeón en el Mundial Sub-19 de Lisboa 1999.
- Medalla de Bronce en el Europeo Sub-20 de Ohrid 2000.

Absoluta
- Campeón en el Campeonato del Mundo de 2006 de Japón.
- Subcampeón en el Eurobasket 2007 de Madrid.
- Medalla de Plata en los Juegos Olímpicos de Pekín 2008.

### Clubes
- Campeón de liga ACB en la temporada 2005/06, con Unicaja.
- Campeón de Copa del Rey en la temporada 2004/05, con Unicaja.
- Campeón de la Copa Korac 2000-2001, con Unicaja.

### Logros individuales
- MVP de la jornada 4 de la Euroliga 2010/11.